# کلاس هم‌ارزی

هم‌نهشتی یک مثال از یک رابطه هم‌ارزی است. دو مثلث چپ هم‌نهشت هستند، درحالیکه مثلث سوم و چهارم هم‌نهشت هیچ مثلث دیگر نشان داده شده اینجا نیستند؛ بنابراین، دو مثلث اول در یک کلاس هم‌ارزی هستند، درحالیکه مثلث‌های سوم و چهارم هرکدام در کلاس هم‌ارزی خودشان هستند.

در ریاضیات، اگر عناصر یک مجموعه {\displaystyle S} دارای یک مفهوم هم‌ارزی باشند (که این موضوع توسط یک رابطه هم‌ارزی صوری‌سازی می‌شود)، آنوقت می‌توان مجموعه {\displaystyle S} را به کلاس‌های هم‌ارزی تجزیه کرد. این کلاس‌های هم‌ارزی به این شیوه ساخته می‌شوند که عناصر {\displaystyle a} و {\displaystyle b} به یک کلاس هم‌ارزی تعلق دارند، اگر و تنها اگر، با هم هم‌ارز باشند.
به صورت صوری، اگر یک مجموعه {\displaystyle S} و یک رابطه هم‌ارزی {\displaystyle \,\sim \,} روی {\displaystyle S} تعریف شده باشد، کلاس هم‌ارزی یک عنصر {\displaystyle a} در {\displaystyle S} که توسط {\displaystyle [a]} نشان داده می‌شود، برابر مجموعه زیر است:
{\displaystyle \{x\in S:x\sim a\}}
برای عناصری که با {\displaystyle a} هم‌ارز هستند. این موضوع از ویژگی‌های تعریف کننده روابط هم‌ارزی قابل اثبات است، که در آن کلاس‌های هم‌ارزی یک افراز از {\displaystyle S} می‌سازد. این افراز (یعنی مجموعه کلاس‌های هم‌ارزی) را گاهی مجموعه خارج‌قسمتی، یا فضای خارج‌قسمتی برای {\displaystyle S} توسط {\displaystyle \,\sim \,} هم می‌نامند و توسط {\displaystyle S/\sim } نشان داده می‌شود.
وقتیکه مجموعه {\displaystyle S} یک ساختار دارد (مثل یک عمل گروهی یا یک توپولوژی) و نیز رابطه هم‌ارزی {\displaystyle \,\sim \,} با این ساختار سازگار است، آنوقت مجموعه خارج‌قسمتی معمولاً ساختار مشابهی از مجموعه والد خود به ارث می‌برد. مثال‌های آن شامل فضاهای خارج‌قسمتی در جبر خطی، فضاهای خارج‌قسمتی در توپولوژی، گروه‌های خارج‌قسمتی، فضاهای همگن، حلقه‌های خارج‌قسمتی، مونویدهای خارج‌قسمتی، و رده‌های خارج‌قسمتی است.

## مثال‌ها
- اگر {\displaystyle X} برابر مجموعه همه خودروها باشد، و {\displaystyle \,\sim \,} برابر رابطه هم‌ارزی «دارای رنگ مشابه اند» باشد، آنوقت یک کلاس هم‌ارزی خاص شامل خودروهای سبز است و {\displaystyle X/\sim } همان مجموعه همه رنگ‌های خودروها است.
- فرض کنید که {\displaystyle X} مجموعه همه مستطیل‌ها در یک صفحه باشد، و {\displaystyle \,\sim \,} برابر رابطه هم‌ارزی «دارای مساحت مشابه اند» باشد، آنوقت برای هر عدد حقیقی مثبت {\displaystyle A}، یک کلاس هم‌ارزی برای همه مستطیل‌هایی که مساحتی برابر {\displaystyle A} دارند، موجود است.[۳]
- رابطه هم‌ارزی پیمانه ۲ را روی مجموعه اعداد صحیح {\displaystyle \mathbb {Z} } به این صورت که {\displaystyle x\sim y} اگر و فقط اگر تفاضل آن‌ها یعنی {\displaystyle x-y} یک عدد زوج باشد. این رابطه به دقیقاً کلاس هم‌ارزی منجر می‌شود: یک کلاس شامل همه اعداد زوج، و دیگری شامل همه اعداد فرد است. به کمک قلاب مربعی دور یک عضو کلاس برای نشان‌دادن یک کلاس هم‌ارزی تحت این رابطه، {\displaystyle [7],[9],} و {\displaystyle [1]} همه یک عنصر مشابه برای {\displaystyle \mathbb {Z} /\sim } را نشان می‌دهند.[۴]
- فرض کنید {\displaystyle X} برابر مجموعه همه زوج‌مرتب‌های اعداد صحیح {\displaystyle (a,b)} با {\displaystyle b} غیرصفر باشد؛ و یک رابطه هم‌ارزی {\displaystyle \,\sim \,} روی {\displaystyle X} تعریف کنیم به‌این‌صورت که {\displaystyle (a,b)\sim (c,d)} اگر و فقط اگر {\displaystyle ad=bc,} باشد، آنوقت کلاس هم‌ارزی برای زوج {\displaystyle (a,b)} را می‌توان توسط عدد گویای {\displaystyle a/b} شناساند؛ و از این رابطه هم‌ارزی و کلاس‌های هم‌ارزی آن می‌توان استفاده کرد تا به یک تعریف صوری از مجموعه اعداد گویا رسید.[۵] از همین ساختار را می‌توان به میدان نسبتی برای هر حوزه صحیح تعمیم داد.
- اگر {\displaystyle X} شامل همه خطوط، مثلاً در فضای اقلیدسی، باشد، و {\displaystyle L\sim M} به معنی آن باشد که {\displaystyle L} و {\displaystyle M} دو خط موازی هستند، آنوقت مجموعه خطوطی که با هم موازی‌اند یک کلاس هم‌ارزی می‌سازد، مادامیکه یک خط با خودش موازی درنظر گرفته می‌شود. در این حالت، هر کلاس هم‌ارزی یک نقطه در بینهایت را معین می‌کند.

## تعریف و نماد
یک رابطه هم‌ارزی روی یک مجموعه {\displaystyle X} یک رابطه دوتایی {\displaystyle \,\sim \,} روی {\displaystyle X} است که این سه ویژگی را برآورده می‌کند:
- {\displaystyle a\sim a} برای همه {\displaystyle a\in X} برقرار است (بازتابی)
- {\displaystyle a\sim b} رابطه {\displaystyle b\sim a} را برای همه {\displaystyle a,b\in X} پیامد بدهد، (تقارنی)
- اگر {\displaystyle a\sim b} و {\displaystyle b\sim c} باشد، آنوقت {\displaystyle a\sim c} برای همه {\displaystyle a,b,c\in X} برقرار باشد (ترایایی).

کلاس هم‌ارزی یک عنصر {\displaystyle a} را معمولاً توسط {\displaystyle [a]} یا {\displaystyle [a]_{\sim }} نشان می‌دهند، و به صورت مجموعه {\displaystyle \{x\in X:a\sim x\}} از عناصری تعریف می‌شود که با {\displaystyle a} توسط {\displaystyle \,\sim } مرتبط اند. واژه «کلاس» در اصطلاح «کلاس هم‌ارزی» را معمولاً به صورت هم‌معنی با واژه «مجموعه» در نظر می‌گیرند، با این حال، بعضی از کلاس‌های هم‌ارزی مجموعه نیستند، بلکه کلاس محض هستند. برای مثال، «ایزوریختار بودن» یک رابطه هم‌ارزی روی گروه‌ها است، و کلاس‌های هم‌ارزی آن، که آن‌ها را کلاس‌های ایزوریختار می‌نامند، مجموعه نیستند.
مجموعه همه کلاس‌های هم‌ارزی در {\displaystyle X} در رابطه با یک رابطه هم‌ارزی {\displaystyle R} به صورت {\displaystyle X/R} نشان داده می‌شود، و {\displaystyle X} به پیمانه {\displaystyle R} (یا یک مجموعه خارج‌قسمتی از {\displaystyle X} توسط {\displaystyle R}) نامیده می‌شود. نگاشت پوشای {\displaystyle x\mapsto [x]} از {\displaystyle X} روی {\displaystyle X/R} که هر عنصر را به کلاس هم‌ارزی‌اش نگاشت می‌دهد، را تابع پوشای کانونی یا تصویر کانونی می‌نامند.
هر عنصر یک کلاس هم‌ارزی، آن کلاس را معین می‌کند، و می‌توان برای «نمایش» از آن استفاده کرد. وقتیکه چنین عنصری انتخاب شود، به آن یک نماینده کلاس گفته می‌شود. انتخاب نماینده در هر کلاس یک تابع یک‌به‌یک از {\displaystyle X/R} به X تعریف می‌کند. به دلیل آنکه ترکیب آن با تابع پوشای کانونی برابر همانی {\displaystyle X/R} است، به چنین تابع یک‌به‌یکی، وقتیکه از اصطلاحات نظریه رسته‌ها استفاده شود، یک برش گفته می‌شود.
گاهی‌اوقات، برشی وجود دارد که ار بقیه «طبیعی‌تر» است. در این حالت، به آن نماینده «نماینده کانونی» گفته می‌شود. برای مثال، در حساب پیمانه‌ای، برای هر عدد صحیح m که از 1 است، تجانس به پیمانه m یک رابطه هم‌ارزی روی اعداد صحیح است، که در آن دو عدد صحیح a و b هم‌ارز هستند، در این حالت، گفته می‌شود که «متجانس» هستند- اگر m بر عدد {\displaystyle a-b} بخش‌پذیر باشد؛ این موضوع به صورت {\textstyle a\equiv b{\pmod {m}}} نشان داده می‌شود. هر کلاس شامل یک عدد صحیح غیر-منفی یکتا است که از {\displaystyle m} کوچکتر است، و این اعداد صحیح نماینده‌های کانونی هستند.
استفاده از نماینده برای نمایش کلاس امکان می‌دهد تا از درنظرگرفتن صریح کلاس به صورت مجموعه اجتناب شود. در این حالت، تابع پوشای کانونی که یک عنصر را به کلاس آن نگاشت می‌دهد، توسط تابعی که یک عنصر را به نماینده کلاسش نگاشت می‌دهد، می‌توان جایگزین کرد. در مثال قبل، این تابع به صورت {\displaystyle a{\bmod {m}}} نشان داده شده است، و باقی‌مانده تقسیم اقلیدسی a به m را تولید می‌کند.

## ویژگی‌ها
هر عنصر {\displaystyle x} از {\displaystyle X} یک عضو از کلاس هم‌ارزی {\displaystyle [x]} است. هر دو کلاس هم‌ارزی {\displaystyle [x]} و {\displaystyle [y]} یا برابراند یا مجزا هستند. ازاین‌رو، مجموعه همه کلاس‌های هم‌ارزی {\displaystyle X} یک افراز از {\displaystyle X} می‌سازد: هر عنصر {\displaystyle X} فقط و فقط به یک کلاس هم‌ارزی تعلق دارد. به صورت معکوس، هر افراز از {\displaystyle X} از یک رابطه هم‌ارزی به دست می‌آید، به این روش که براساس آن {\displaystyle x\sim y} است اگر و فقط اگر {\displaystyle x} و {\displaystyle y} به یک مجموعه مشابه از افراز تعلق داشته باشد.
از ویژگی‌های یک رابطه هم‌ارزی این موضوع قابل دستیابی است:
{\displaystyle x\sim y} اگر و تنها اگر {\displaystyle [x]=[y]} باشد.
به زبان دیگر، اگر {\displaystyle \,\sim \,} یک رابطه هم‌ارزی روی یک مجموعه {\displaystyle X} باشد، و {\displaystyle x} و {\displaystyle y} دو عنصر از {\displaystyle X} باشند، آنوقت این بیانیه‌ها معادل هستند:
- {\displaystyle x\sim y}
- {\displaystyle [x]=[y]}
- {\displaystyle [x]\cap [y]\neq \emptyset .}

## نمایش گرافیکی

یک مثال برای گراف هم‌ارزی با ۷ عدد کلاس

یک گراف بدون‌جهت را می‌توان به هر رابطه متقارن روی یک مجموعه {\displaystyle X} منتسب کرد، که در آن راس‌ها همان عناصر {\displaystyle X} هستند و دو راس {\displaystyle s} و {\displaystyle t} متصل هستند اگر و فقط اگر {\displaystyle s\sim t} باشد. از بین این گراف‌ها می‌توان به گراف روابط هم‌ارزی اشاره کرد؛ آن‌ها به صورت گراف‌هایی مشخص می‌شوند که مولفه‌های متصل‌شان همان کلیک (خوشه) هستند.

## نامتغیر
اگر {\displaystyle \,\sim \,} یک رابطه هم‌ارزی روی {\displaystyle X} باشد و {\displaystyle P(x)} یک ویژگی عناصر {\displaystyle X} باشد به این‌صورت که هر وقت {\displaystyle x\sim y,} باشد، {\displaystyle P(x)} در صورتی درست است که {\displaystyle P(y)} درست باشد، آنوقت ویژگی {\displaystyle P} را یک نامتغیر از {\displaystyle \,\sim \,,} می‌نامند، یا به آن تحت رابطه {\displaystyle \,\sim } خوش‌تعریف می‌نامند.
یک حالت بخصوص معمول وقتی رخ می‌دهد که {\displaystyle f} یک تابع از {\displaystyle X} به مجموعه دیگر {\displaystyle Y} باشد؛ اگر {\displaystyle f\left(x_{1}\right)=f\left(x_{2}\right)} وقتی برقرار باشد که {\displaystyle x_{1}\sim x_{2}} باشد، آنوقت گفته می‌شود که {\displaystyle f} تحت {\displaystyle \,\sim \,} نامتغیر کلاسی است یا به صورت ساده‌تر تحت {\displaystyle \,\sim } نامتغیر است. این موضوع، برای مثال، در نظریه کاراکتر از گروه‌های متناهی رخ می‌دهد. بعضی از نویسندگان، از عبارت «سازگار با {\displaystyle \,\sim \,}» یا فقط «حرمت‌نگهداری {\displaystyle \,\sim \,}» به جای «نامتغیر تحت {\displaystyle \,\sim \,}» استفاده می‌کنند.
هر تابع {\displaystyle f:X\to Y} تحت {\displaystyle \,\sim \,} «نامتغیر کلاسی» است، که براساس آن {\displaystyle x_{1}\sim x_{2}} است اگر و فقط اگر {\displaystyle f\left(x_{1}\right)=f\left(x_{2}\right)} باشد. کلاس هم‌ارزی {\displaystyle x} برابر مجموعه همه عناصر در {\displaystyle X} است که به {\displaystyle f(x)} متناظر می‌شوند، یعنی، کلاس {\displaystyle [x]} برابر تصویر وارون {\displaystyle f(x)} است. به این رابطه هم‌ارزی هسته {\displaystyle f} گفته می‌شود.
به صورت کلی‌تر، یک تابع می‌تواند آرگومان‌های هم‌ارز (تحت یک رابطه هم‌ارزی {\displaystyle \sim _{X}} روی {\displaystyle X}) را به مقادیر هم‌ارز (تحت یک رابطه هم‌ارزی {\displaystyle \sim _{Y}} روی {\displaystyle Y}) نگاشت دهد. چنین تابعی یک ریختار از مجموعه‌ها است که به یک رابطه هم‌ارزی مجهز می‌باشد.

## فضای خارج‌قسمتی در توپولوژی
در توپولوژی، یک فضای خارج‌قسمتی برابر فضای توپولوژیکی است که روی مجموعه کلاس‌های هم‌ارزی یک رابطه هم‌ارزی روی یک فضای توپولوژیکی تشکیل شده است، که از توپولوژی فضای اصلی برای ساخت توپولوژی روی مجموعه کلاس‌های هم‌ارزی استفاده می‌کند.
در جبر مجرد، روابط هم‌نهشتی روی مجموعه مبنای یک جبر به جبر امکان می‌دهد تا یک جبر را روی کلاس‌های هم‌ارزی رابطه القا کند، که به آن جبر خارج‌قسمتی گفته می‌شود. در جبر خطی، یک فضای خارج‌قسمتی یک فضای برداری است که توسط گروه خارج‌قسمتی گرفتن تشکیل شده است، که در آن هوموریختارهای خارج‌قسمتی یک نگاشت خطی هستند. با تعمیم، در جبر مجرد، عبارت فضای خارج قسمتی را می‌توان برای ماژول‌های خارج‌قسمتی، حلقه‌های خارج‌قسمتی، گروه‌های خارج‌قسمتی یا هر جبر خارج‌قسمتی استفاده کرد. با این‌حال، استفاده از این اصطلاح برای حالت‌های عمومی‌تر را می‌توان توسط تشابه با مدارهای یک عمل گروهی باشد.
مدارهای یک عمل گروهی روی یک مجموعه را می‌توان فضای خارج‌قسمتی عمل روی مجموعه نامید، مخصوصاً وقتیکه مدارهای عمل گروهی برابر هم‌دسته راست زیرگروه یک گروه باشد، که از عمل زیرگروه روی گروه توسط ترجمه چپ پدیدار می‌شود، یا متناسب با آن توسط هم‌دسته چپ به صورت مدارها تحت ترجمه راست پدیدار می‌شود.
یک زیرگروه نرمال یک گروه توپولوژیکی، که روی گروه توسط عمل ترجمه عمل می‌کند، در مفهوم توپولوژی، جبر مجرد، و عمل‌های گروهی به صورت همزمان یک فضای خارج‌قسمتی است.
اگرچه اصطلاح را می‌توان برای مجموعه کلاس‌های هم‌ارزی هر رابطه هم‌ارزی (محتملا با ساختار بیشتر) استفاده کرد، هدف از استفاده از این اصطلاح معمولاً مقایسه نوع رابطه هم‌ارزی روی یک مجموعه {\displaystyle X} با یک رابطه هم‌ارزی است که یک ساختار را روی مجموعه کلاس‌های هم‌ارزی از ساختار با نوع مشابه روی {\displaystyle X} القا می‌کند، یا مقایسه با مدارهای عمل گروه است. هم مفهوم یک ساختار که توسط یک رابطه هم‌ارزی حفظ می‌شود، و هم مطالعه نامتغیرها تحت عمل‌های گروهی، منجر به تعریف نامتغیرها برای رابطه‌های هم‌ارزی داده شده در بالا می‌شود.